# Rokträsket
Rokträsket är en sjö i Piteå kommun i Norrbotten och ingår i Rokåns huvudavrinningsområde. Sjön har en area på 0,0763 kvadratkilometer och ligger 332,2 meter över havet. Sjön avvattnas av vattendraget Rokån.

## Delavrinningsområde
Rokträsket ingår i det delavrinningsområde (726462-172341) som SMHI kallar för Ovan Grenbäcken. Medelhöjden är 355 meter över havet och ytan är 27,89 kvadratkilometer. Det finns inga avrinningsområden uppströms utan avrinningsområdet är högsta punkten. Avrinningsområdets utflöde Rokån mynnar i havet. Avrinningsområdet består mestadels av skog (52 procent) och sankmarker (45 procent). Avrinningsområdet har 0,18 kvadratkilometer vattenytor vilket ger det en sjöprocent på 0,6 procent.